# Schlierenwagen
Als Schlierenwagen wird eine Bauart von Reisezugwagen der ÖBB bezeichnet, die in den Jahren 1965 bis 1981 als Lizenzbau der Schweizer Einheitswagen II entstand. Der Name leitet sich von der Schweizer Stadt Schlieren ab, wo eine der beiden Lizenzgeberinnen ihren Sitz hatte. Die Schlierenwagen waren sowohl im Fern- als auch im Nahverkehr im Einsatz und wurden bei den ÖBB bis Ende 2010 ausgemustert.

## Allgemeines

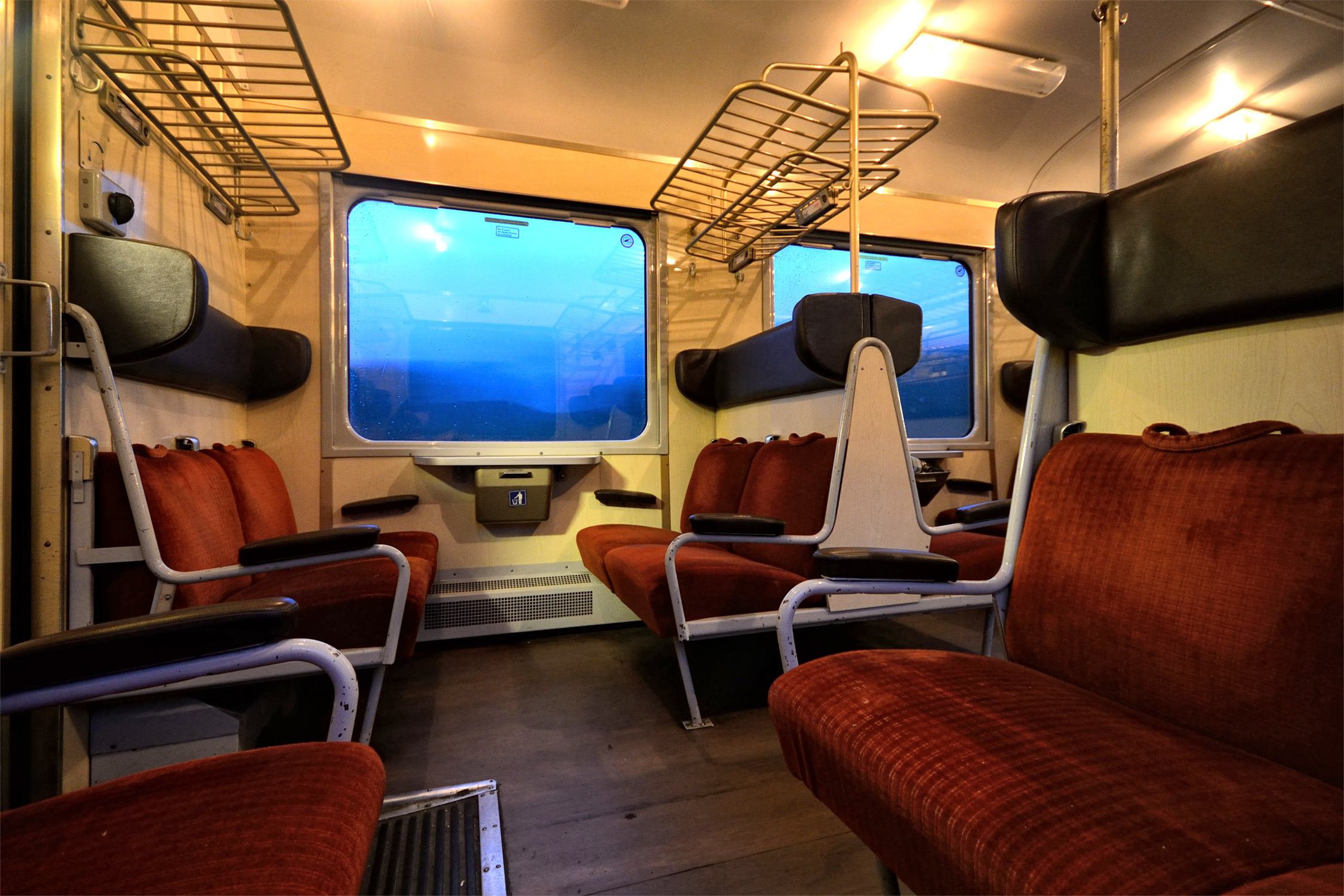
Sitzgruppe mit Bremshey-Sitzen in einem 2.-Klasse-Schlierenwagen

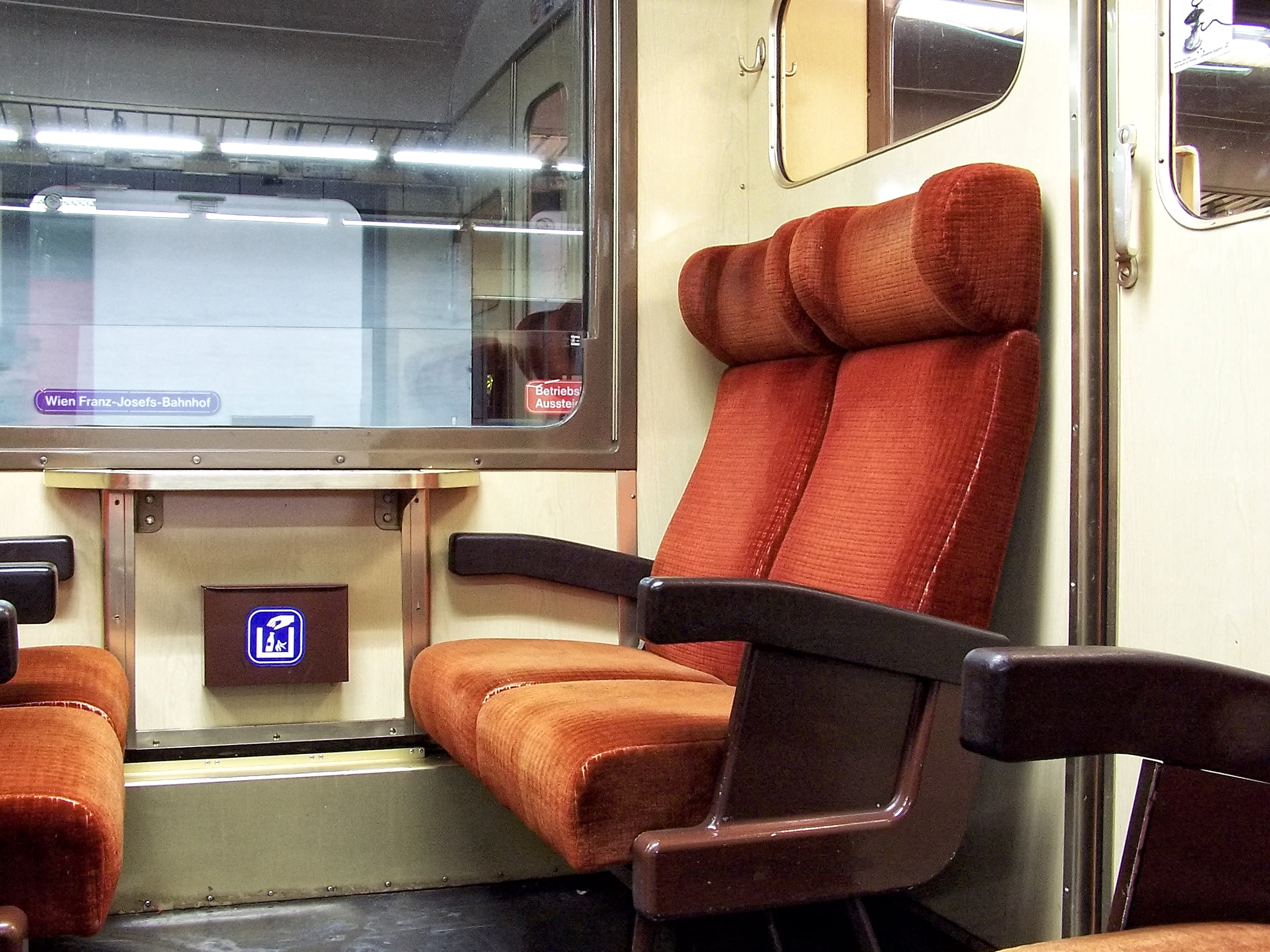
Rote Flugzeugsitze in einem 2.-Klasse-Schlierenwagen der letzten Bauserie

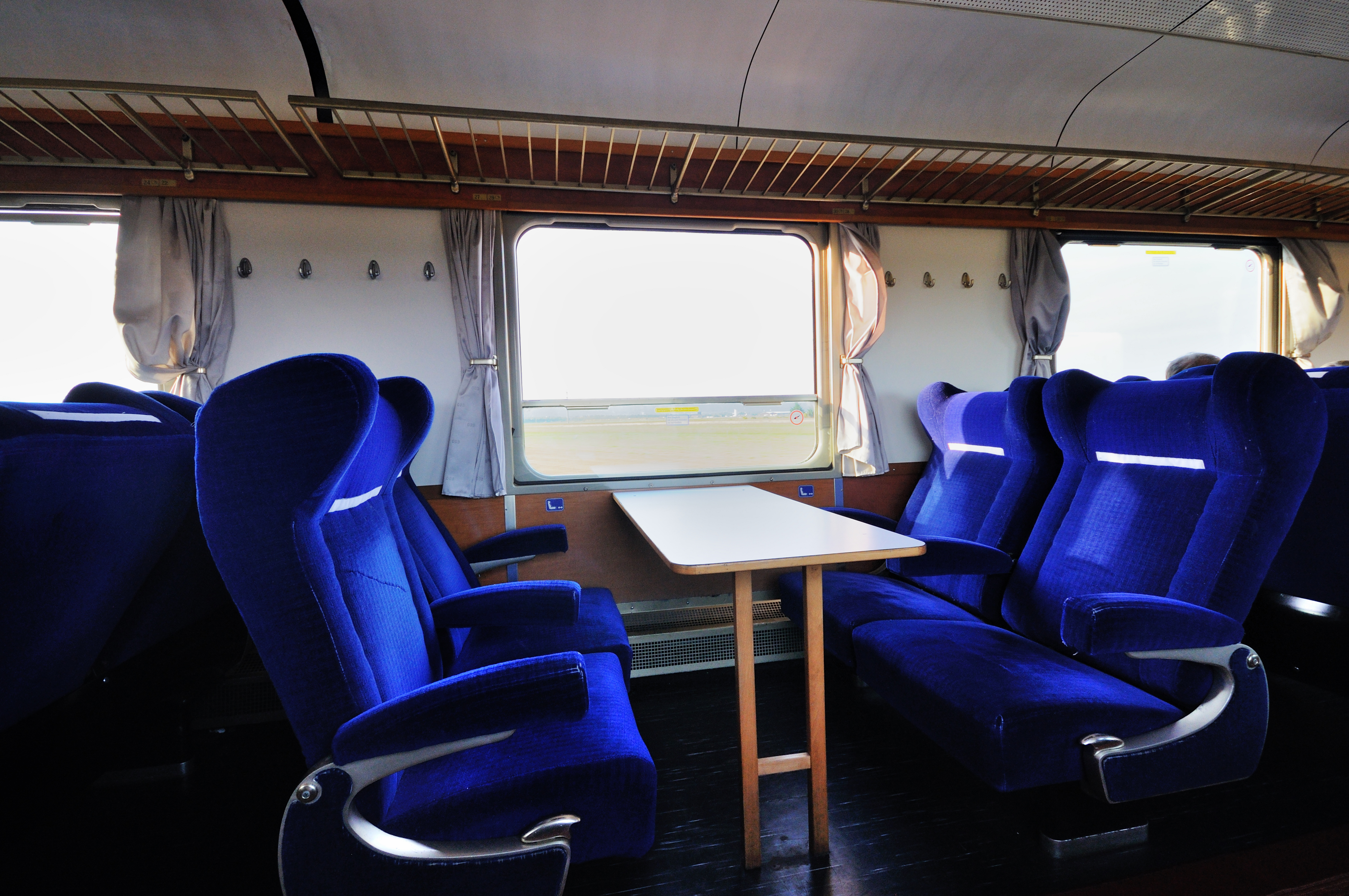
Blaue Flugzeugsitze in einem 1.-Klasse-Schlierenwagen

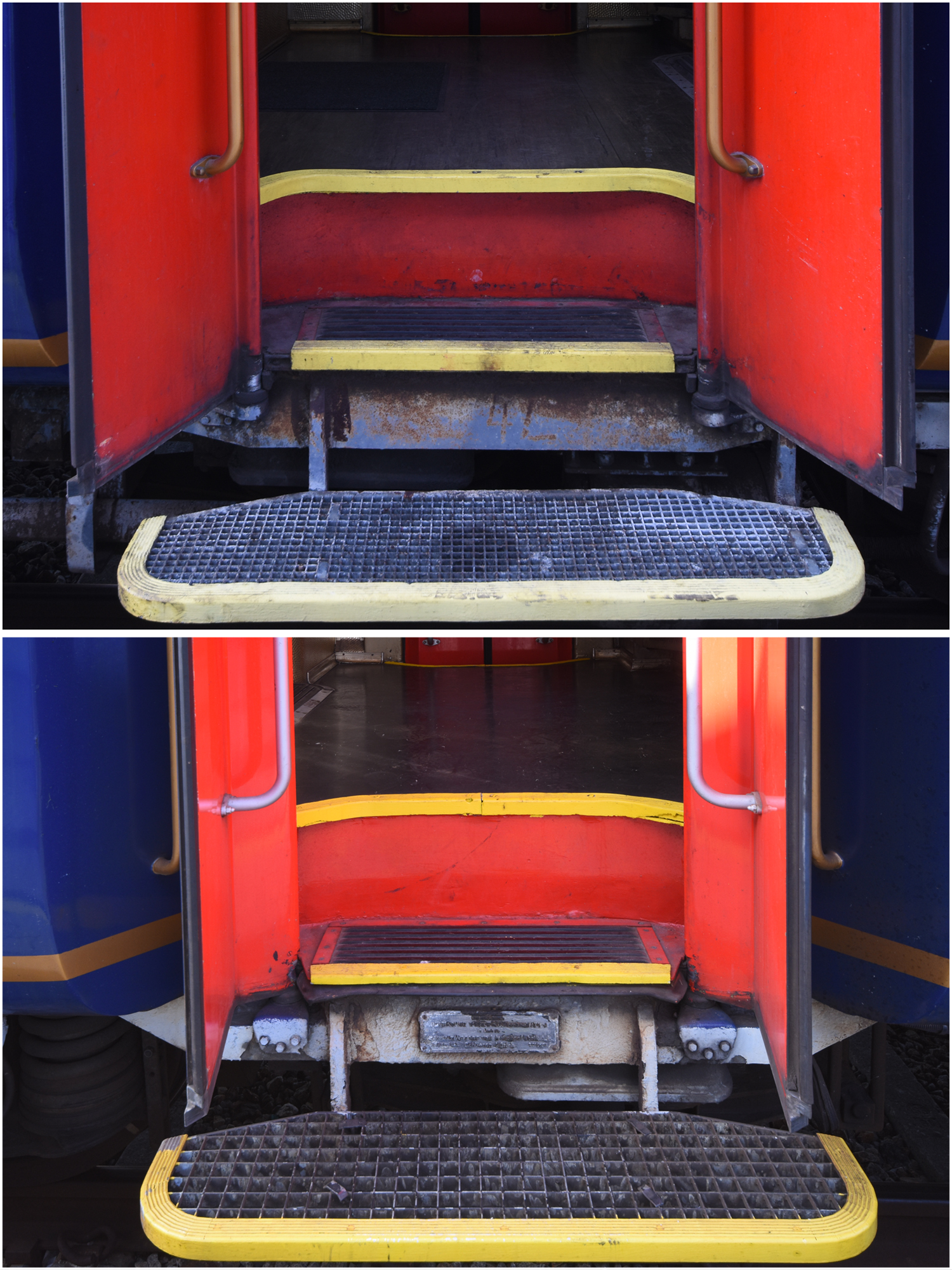
Gerade Türflügel (oben) und gekröpfte Türflügel (unten)

Die Schlierenwagen sind vierachsige Großraumwagen für den Inlandsverkehr, bestellt im Jahr 1963 und gebaut von 1965 bis 1981 von SGP, hauptsächlich in Wien Simmering, und den Jenbacher Werken (JW) in Jenbach. Sie sind modifizierte Lizenznachbauten des Schweizer Einheitswagens II der Schweizerischen Bundesbahnen, welcher von der Schweizerischen Industrie-Gesellschaft Neuhausen am Rheinfall (SIG) und der Schweizerischen Wagons- und Aufzügefabrik Schlieren (SWS) gebaut wurde. Im Gegensatz zu den Schweizer Wagen besitzen die 1.-Klasse-Wagen nur 7 statt 8 bzw. die 2.-Klasse-Wagen nur 9 statt 10 Fenster mit Sitzgruppen.
Insgesamt wurden 800 Wagen der Gattungen Apo, ABpo, Bpo, Bpoz (Reihe 85-35 mit Buffet), BDpo und BDpoz gebaut (das Nebengattungszeichen „o“ für Wagen ohne Dampfheizung entfiel 1981). 495 Fahrzeuge wurden von den Jenbacher Werken geliefert, 305 Fahrzeuge von SGP. Die ersten 211 Wagen wurden noch mit der alten Gattung B4ipüho und den Nummern 33 000 bis 33 211 geliefert. Danach erhielten sie die UIC-Nummern 50 81 29-35 xxx.
Zahlreiche Wagen wurden im Laufe der Jahre mit einer Zugführerkabine – zuerst bei den Wagen 29-35 348 bis 351 und 363 bis 379 anstelle der Notsitze im Einstiegsraum, später anstelle einer Sitzgruppe im Fahrgastraum (bei der Serie 28-33 anstelle eines WC) – ausgestattet und als Bp-k bezeichnet. Die Halbgepäckwagen gibt es in zwei Ausführungen mit großen und kleinen (82-35 400 ff.) Gepäckräumen. Sie haben ein Zugführerabteil sowie keinen Seitengang neben dem Gepäckraum und werden deshalb in der Regel an der Zugspitze oder am Zugschluss eingereiht.
| Gattung | Nummer               | Hersteller | Baujahr(e) | Anzahl | Bemerkungen                                                    |
| ------- | -------------------- | ---------- | ---------- | ------ | -------------------------------------------------------------- |
| Ap      | 17-35 000 – 019      | SGP        | 1970       | 20     |                                                                |
| ABp     | 37-35 000 – 069      | SGP        | 1968–1970  | 70     | ab 1992 deklassiert zu Bp 28-33                                |
| ABp     | 36-35 000            | SGP/ÖBB    | 1985       | 1      | Umbau aus Ap 17-35 005; Prototyp mit Behinderten-WC            |
| Bp      | 29-35 000 – 259      | SGP/JW     | 1965–1970  | 260    |                                                                |
| Bp      | 29-35 300 – 379      | SGP/JW     | 1973–1975  | 80     |                                                                |
| Bpz     | 29-35 400 – 439      | JW         | 1977–1978  | 40     |                                                                |
| Bpz     | 29-35 500 – 569      | JW         | 1979–1980  | 70     |                                                                |
| Bpz     | 29-35 600 – 759      | JW         | 1980–1981  | 160    |                                                                |
| BDp     | 28-35 124, 129 & 150 | JW         | 1998-1999  | 3      | Umbau aus ABp 37-35 & Bp 28-33; Prototyp Fahrradtransportwagen |
| BDp     | 82-35 000 – 034      | JW         | 1971–1972  | 35     |                                                                |
| BDp     | 82-35 300 – 314      | JW         | 1972–1973  | 15     |                                                                |
| BDpz    | 82-35 400 – 439      | JW         | 1978       | 40     |                                                                |
| BDp-l   | 84-33 000 – 068      | SGP/ÖBB    | 1999–2001  | 33     | Umbau aus Bp 28-33; Fahrradtransportwagen                      |
| BRpz    | 85-35 300 – 309      | JW         | 1975       | 10     | "Stamperlwagen" (Buffetwagen)                                  |

Die Wagen sind leicht erkennbar an ihren charakteristischen Einstiegen, die aus jeweils zwei miteinander gekoppelten schmalen Klapptüren bestehen, sowie den Ganzfenstern. Die Länge über Puffer beträgt 23,7 m, die Wagen sind für eine Höchstgeschwindigkeit von 140 km/h zugelassen (bis 1967 nur 120 km/h). In der ersten Klasse wurden 14 Sitzreihen in 2+1-Anordnung, in der zweiten Klasse 18 Sitzreihen in 2+2-Anordnung untergebracht. Dabei entsprechen die Sitze in der ersten Klasse den Triebzügen ÖBB 4010, in der zweiten Klasse sind je nach Bauserie Bremshey-Sitze oder feste Einzelsitze (ab 29-35 600 ff.) eingebaut. Die Sitzbezüge sind in der ersten Klasse blau, in der zweiten Klasse gab es ursprünglich grüne Kunstlederbezüge, ab Ende der 1970er Jahre orangebraune Veloursbezüge.
Die Schlierenwagen sind als Inlandsreisezugwagen konzipiert und waren zu Beginn nur für den Einsatz auf den Strecken der Bahnverwaltungen SBB, DB und FS zugelassen, wobei nicht alle Wagen freizügig eingesetzt werden konnten. Die Zulassung im jeweiligen Einsatzland lässt sich durch die Hunderterstelle der Wagennummer ableiten:
| Hunderterstelle | Schweiz (SBB) | Deutschland (DB) | Italien (FS) | Anmerkung                                  |
| --------------- | ------------- | ---------------- | ------------ | ------------------------------------------ |
| 0               | Ja            | Nein             | Ja           |                                            |
| 1               | Ja            | Nein             | Ja           |                                            |
| 2               | Ja            | Nein             | Ja           |                                            |
| 3               | Ja            | Ja               | Ja           |                                            |
| 4               | Ja            | Ja               | Nein         | 29-35 400 – 439 auch bei den FS zugelassen |
| 5               | Ja            | Ja               | Nein         |                                            |
| 6               | Ja            | Ja               | Nein         |                                            |
| 7               | Ja            | Ja               | Nein         |                                            |

- Die nur bei den SBB und FS zugelassenen Wagen haben gerade Türflügel, welche zwar im geöffneten Zustand das Umgrenzungsprofil von 3150 mm nicht überschreiten, aber beim Öffnen und Schließen an den hohen DB-Bahnsteigkanten anstehen würden.
- Ab Baujahr 1973 wurden diese Türen geändert, der Drehpunkt nach innen verlegt und die Türflügel gekröpft, wodurch die Wagen auch in Deutschland eingesetzt werden konnten. Die lichte Weite verringerte sich von 720 mm auf 694 mm.
- Die Wagen der Gattung Bpz wurden wegen der Energieversorgung über die Zugsammelschiene nicht von den FS übernommen.

## Technische Daten

### Wagenserien
Wagenserie 17-35 000 – 019
- Lieferfirma: SGP (1970)
- Eigengewicht: 32 Tonnen

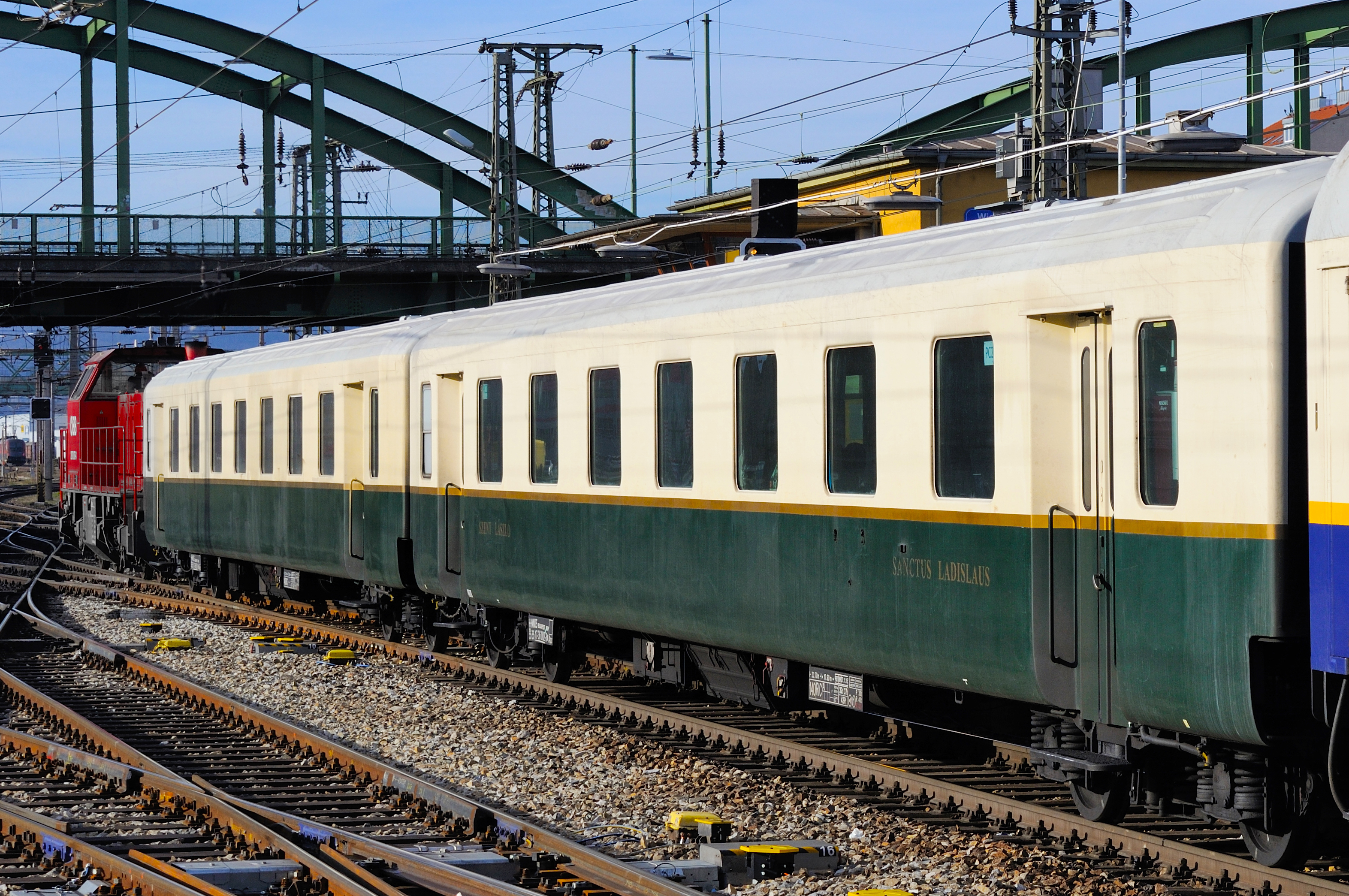
Apz 17-36 002-3 (ex ÖBB Ap 17-35 012) der MÁV-Nosztalgia

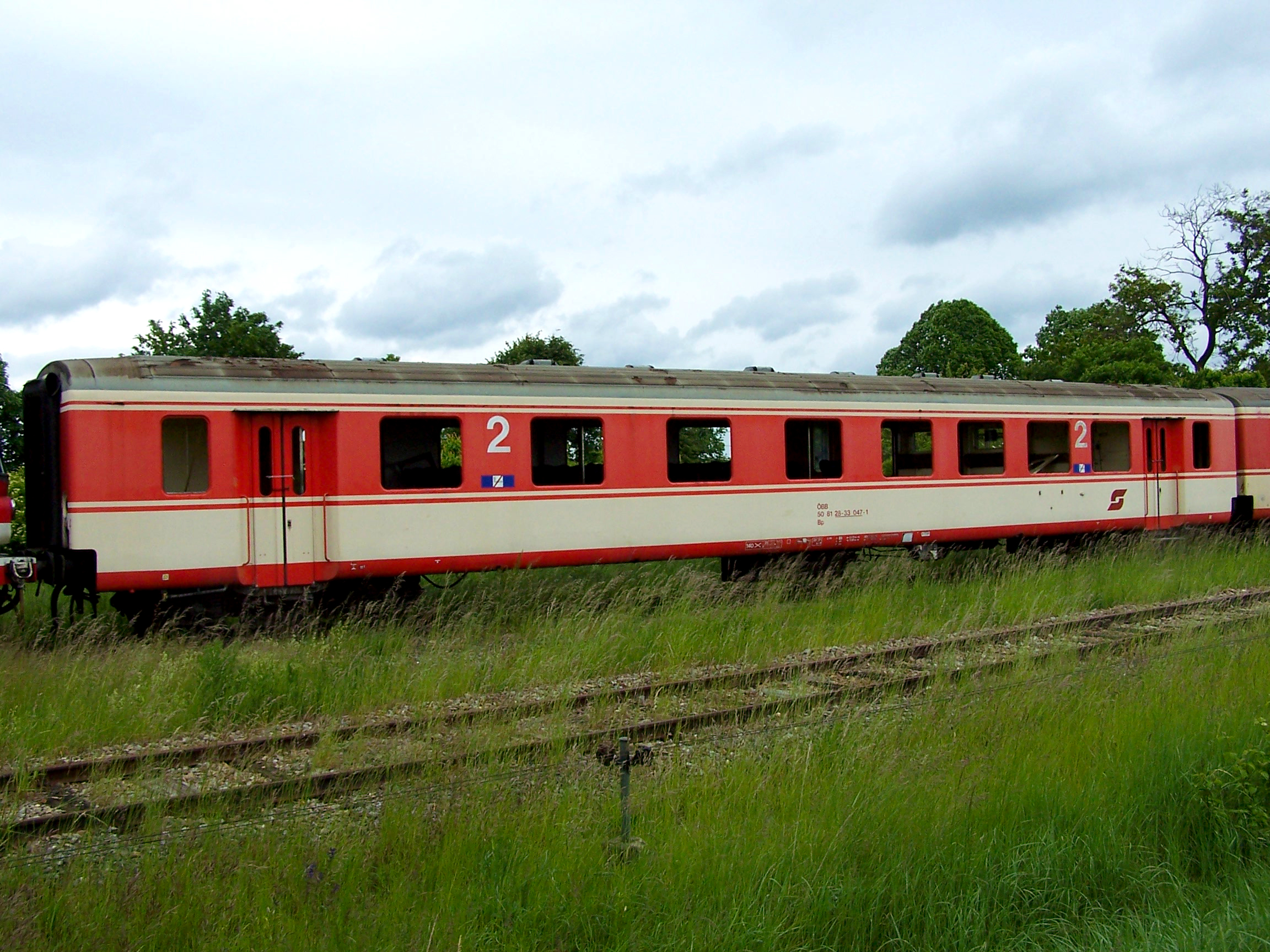
Bp 28-33 047-1 (ex ABp) am Bhf. Pulkau. Der ehemalige 1.-Klasse-Bereich im linken Wagenteil ist anhand des Fensterabstandes gut erkennbar.

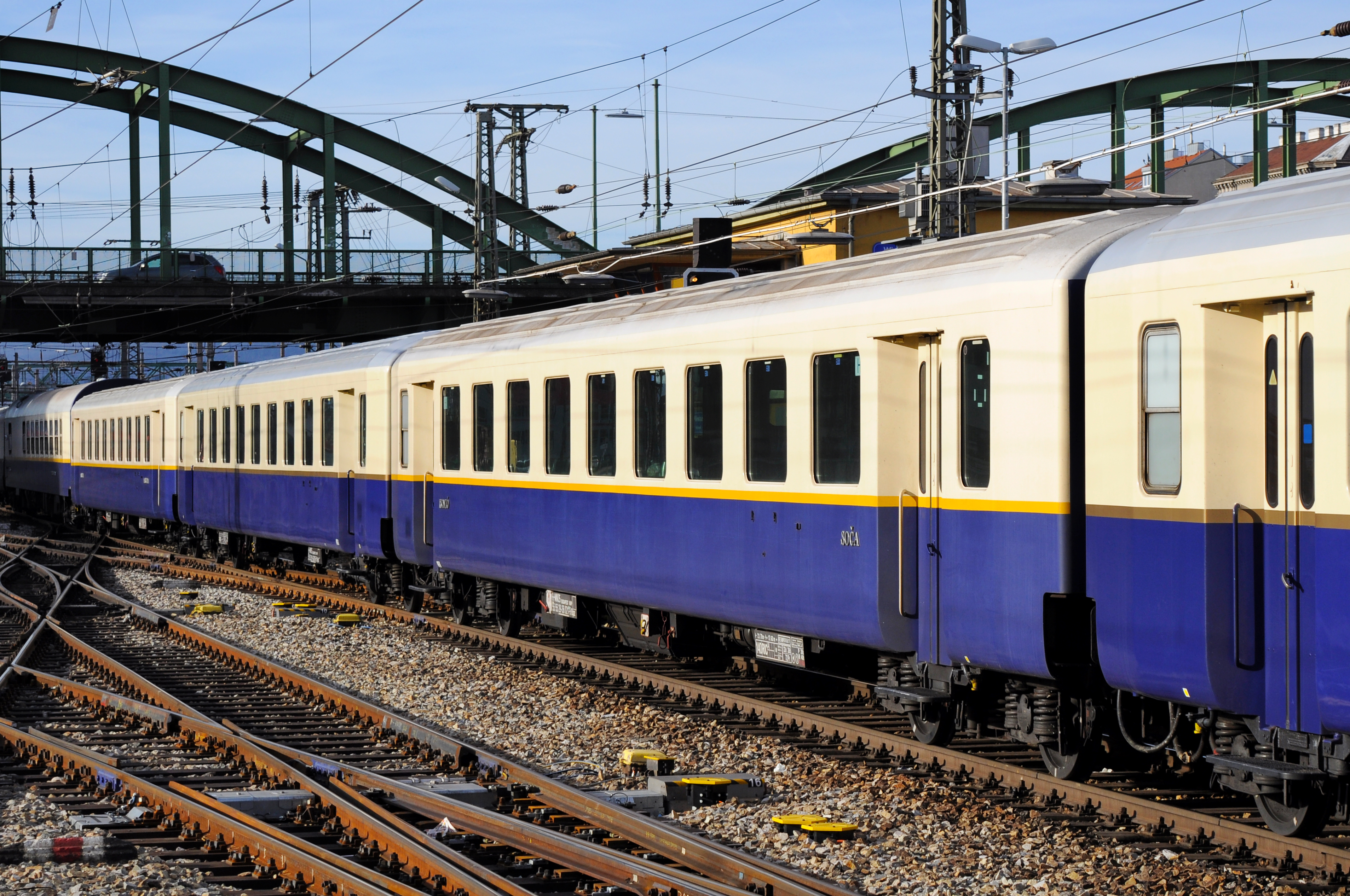
Bpz 29-36 021-9 (ex ÖBB Bpz 29-35 624) der MÁV-Nosztalgia

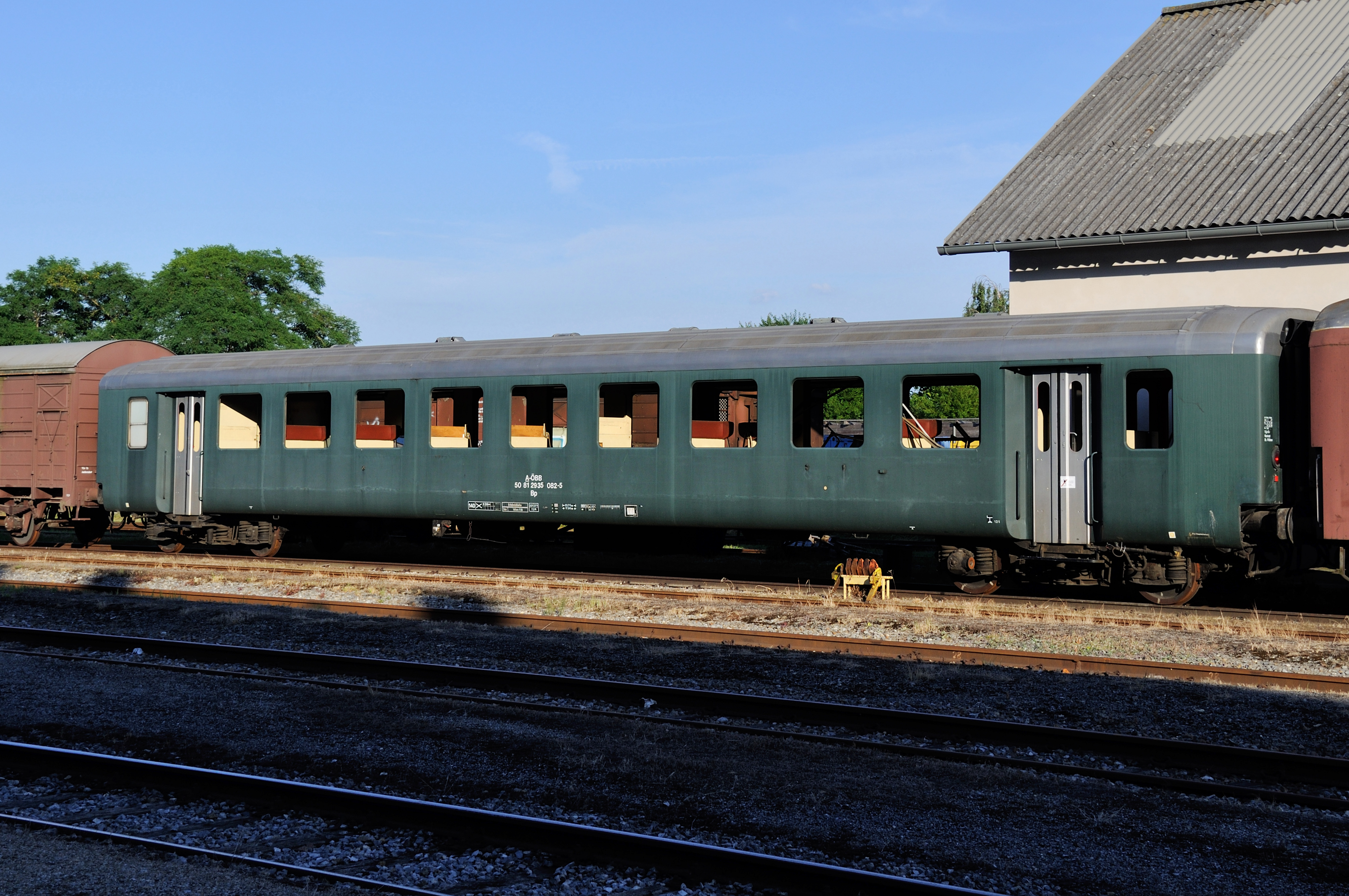
Bp 29-35 082-5 in grüner Nostalgie-Lackierung

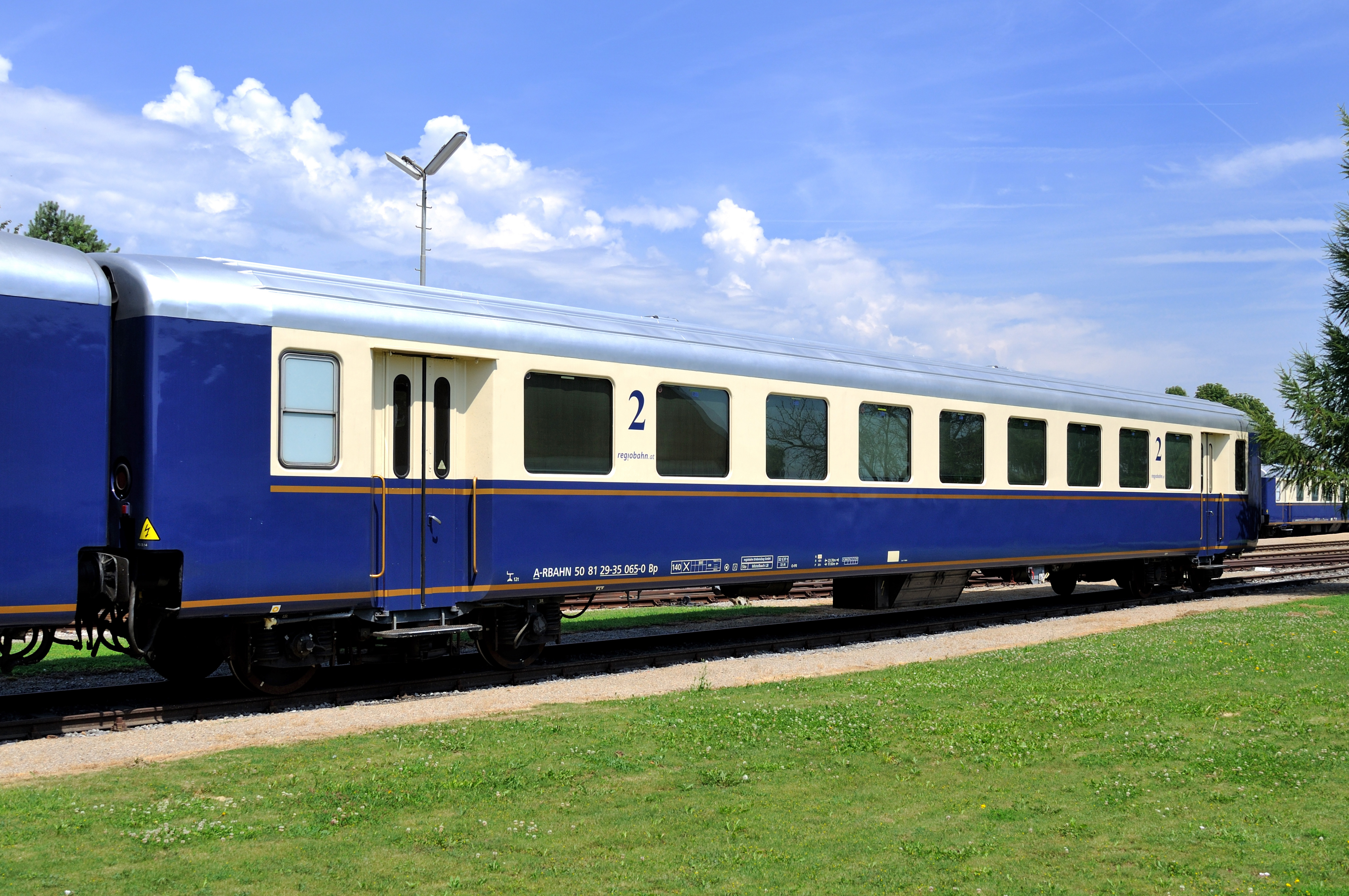
Bp 29-35 065-0 (Regiobahn-Lackierung)

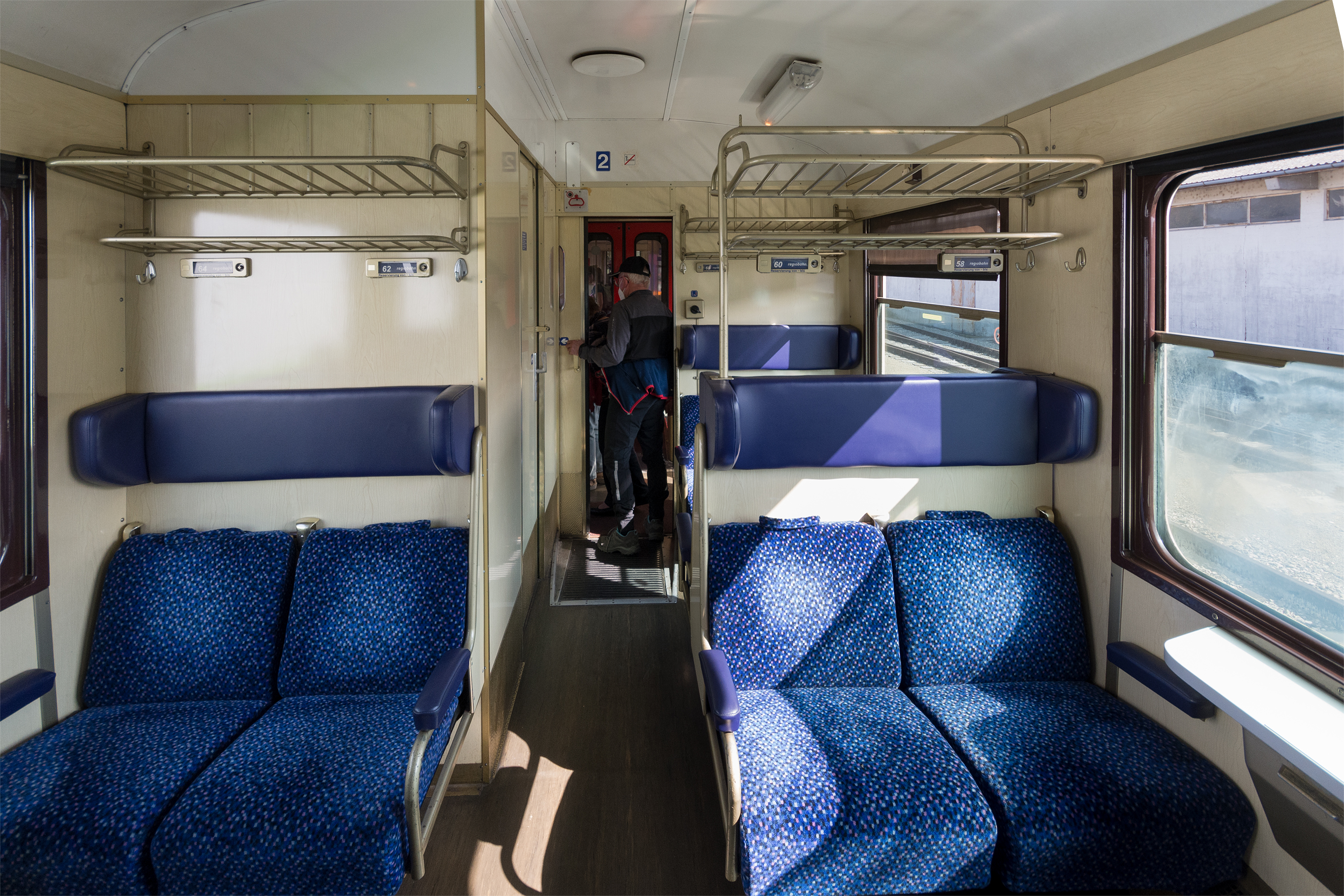
Zugführerkabine im Bp-k 29-35 156-7

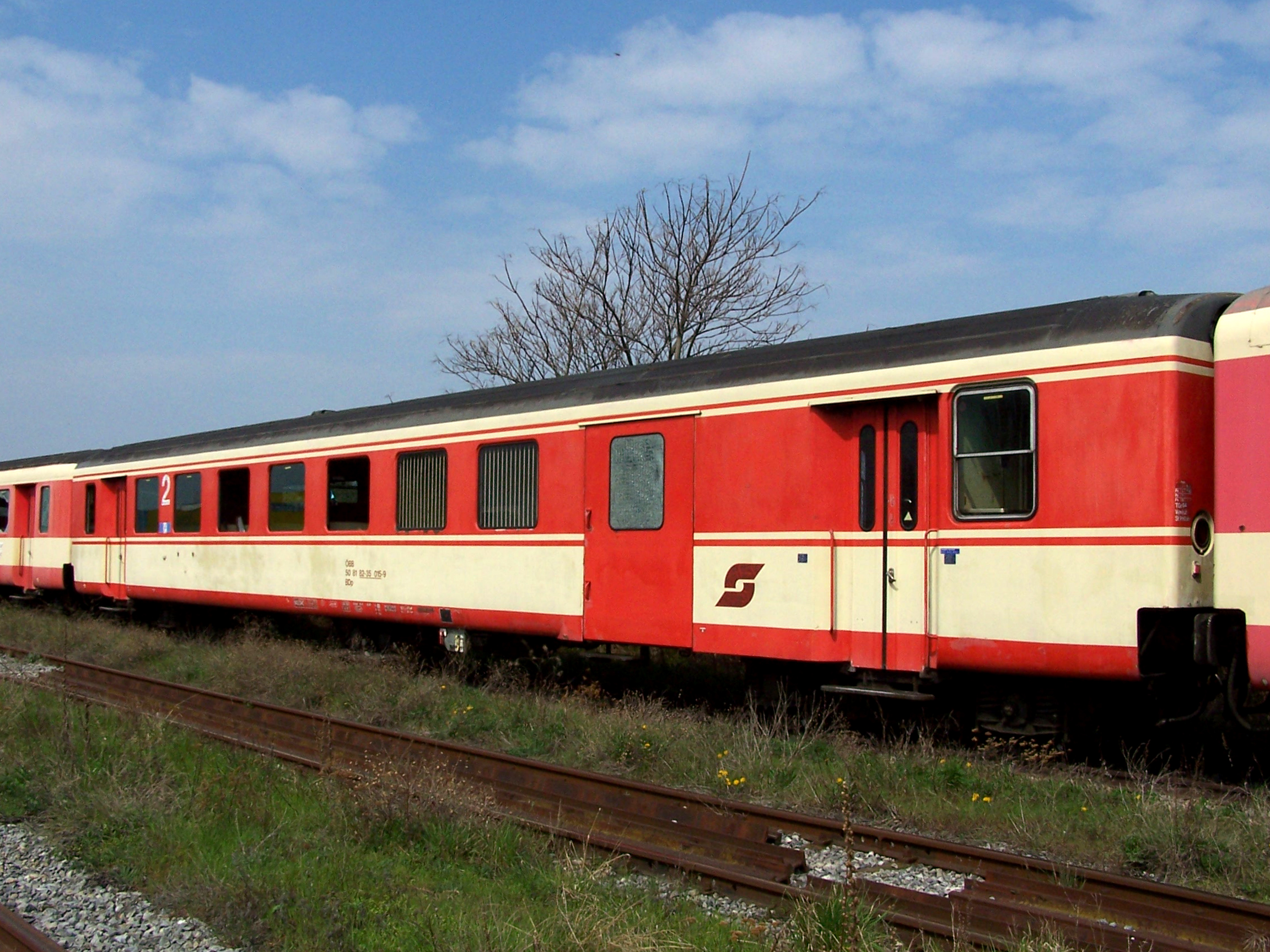
Halbgepäckwagen BDp 82-35 015-9 (großes Gepäckabteil)

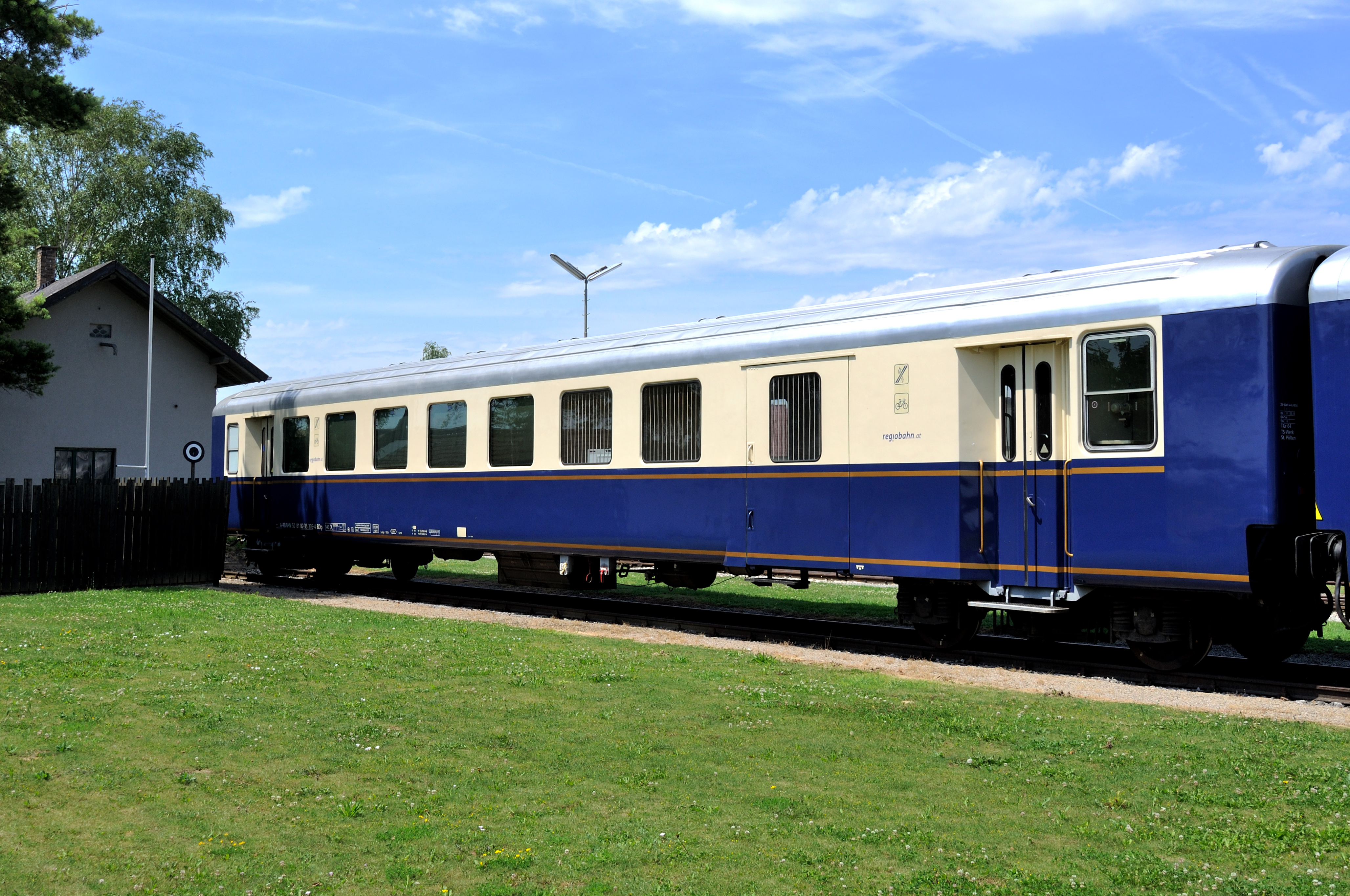
Halbgepäckwagen BDp 82-35 305-4 (Regiobahn-Lackierung; großes Gepäckabteil)

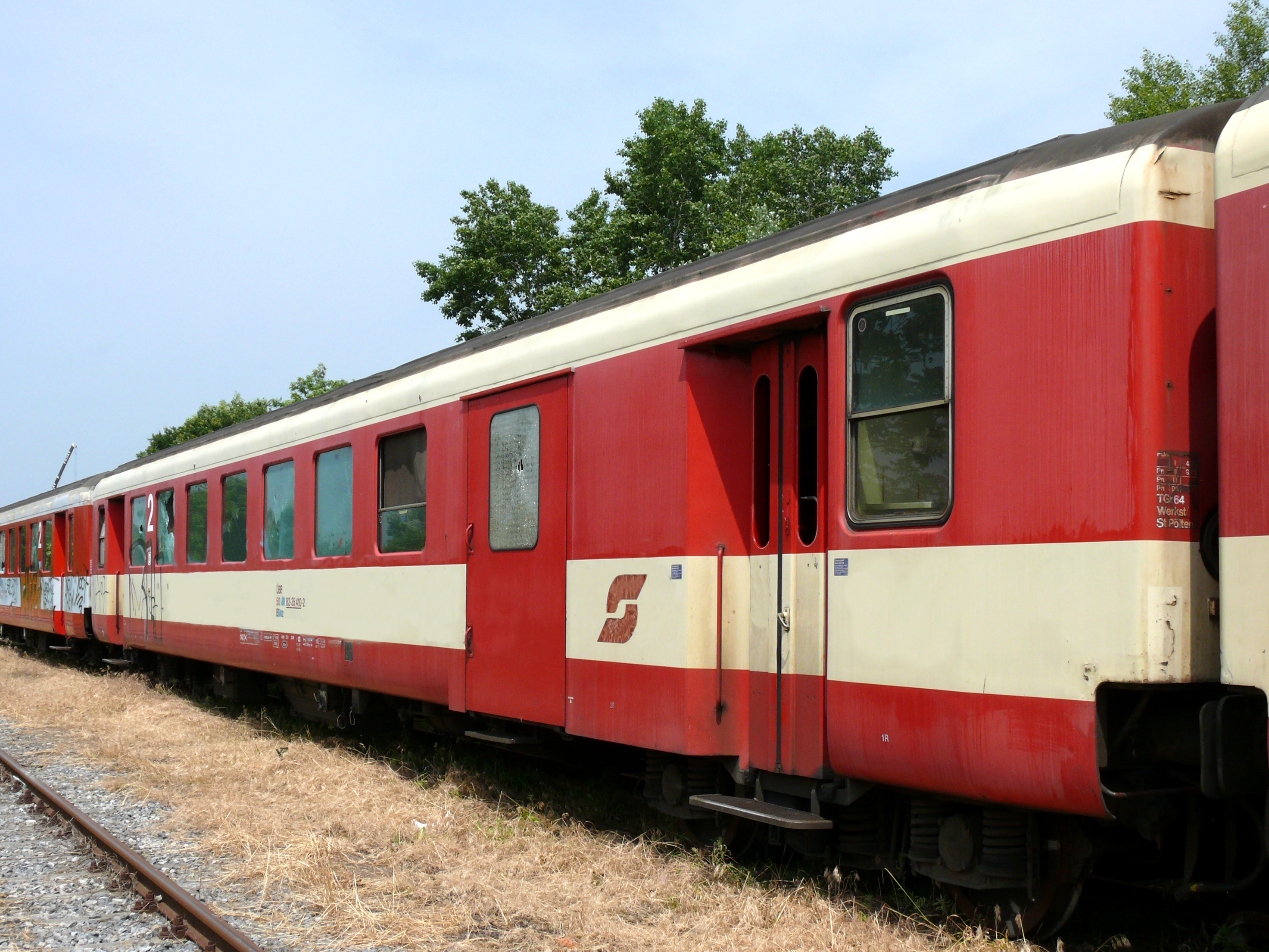
Halbgepäckwagen BDpz 82-35 410-2 (kleines Gepäckabteil)

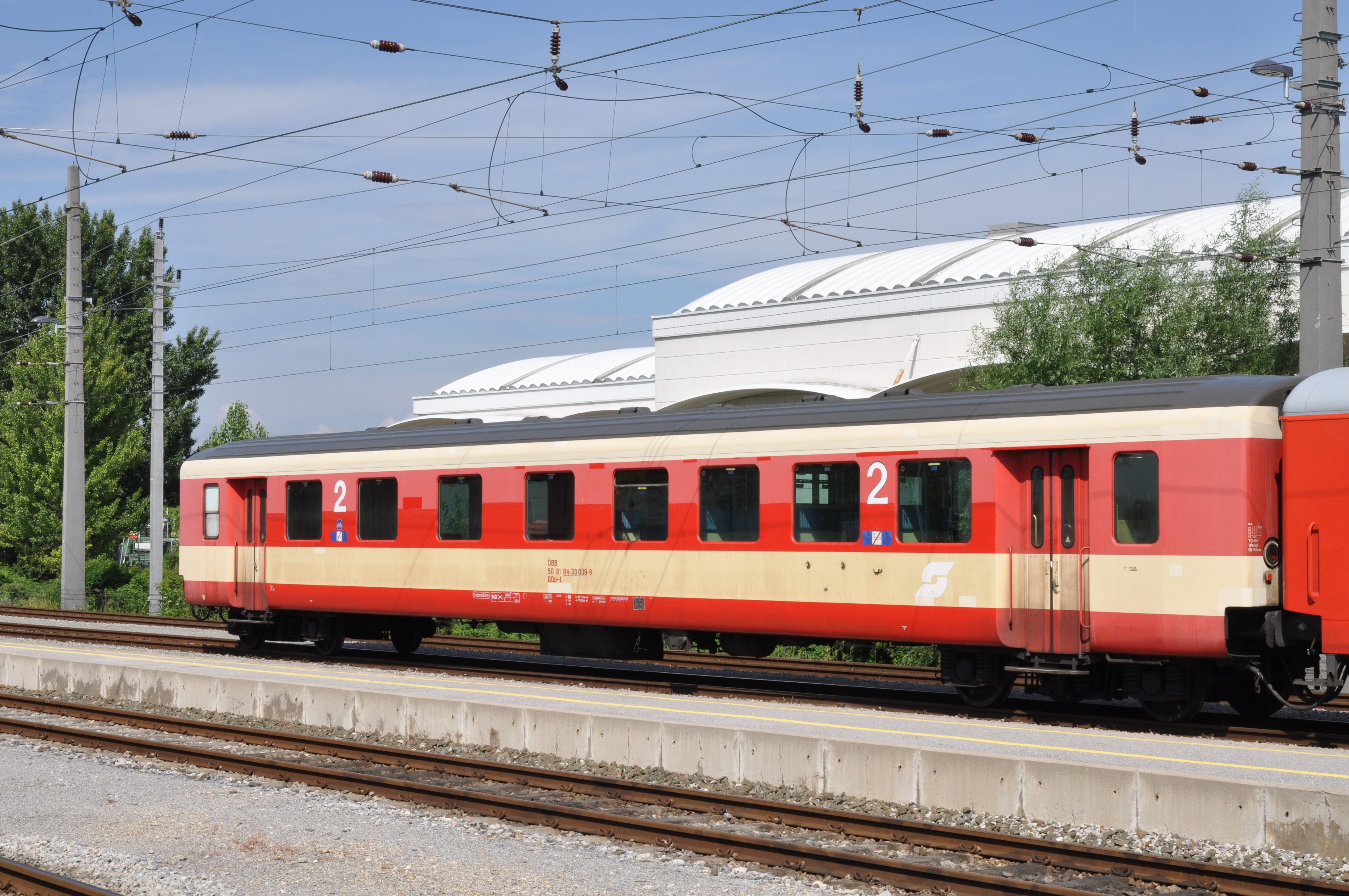
Schlierenwagen mit Mehrzweckabteil BDp-l 84-33 039-9

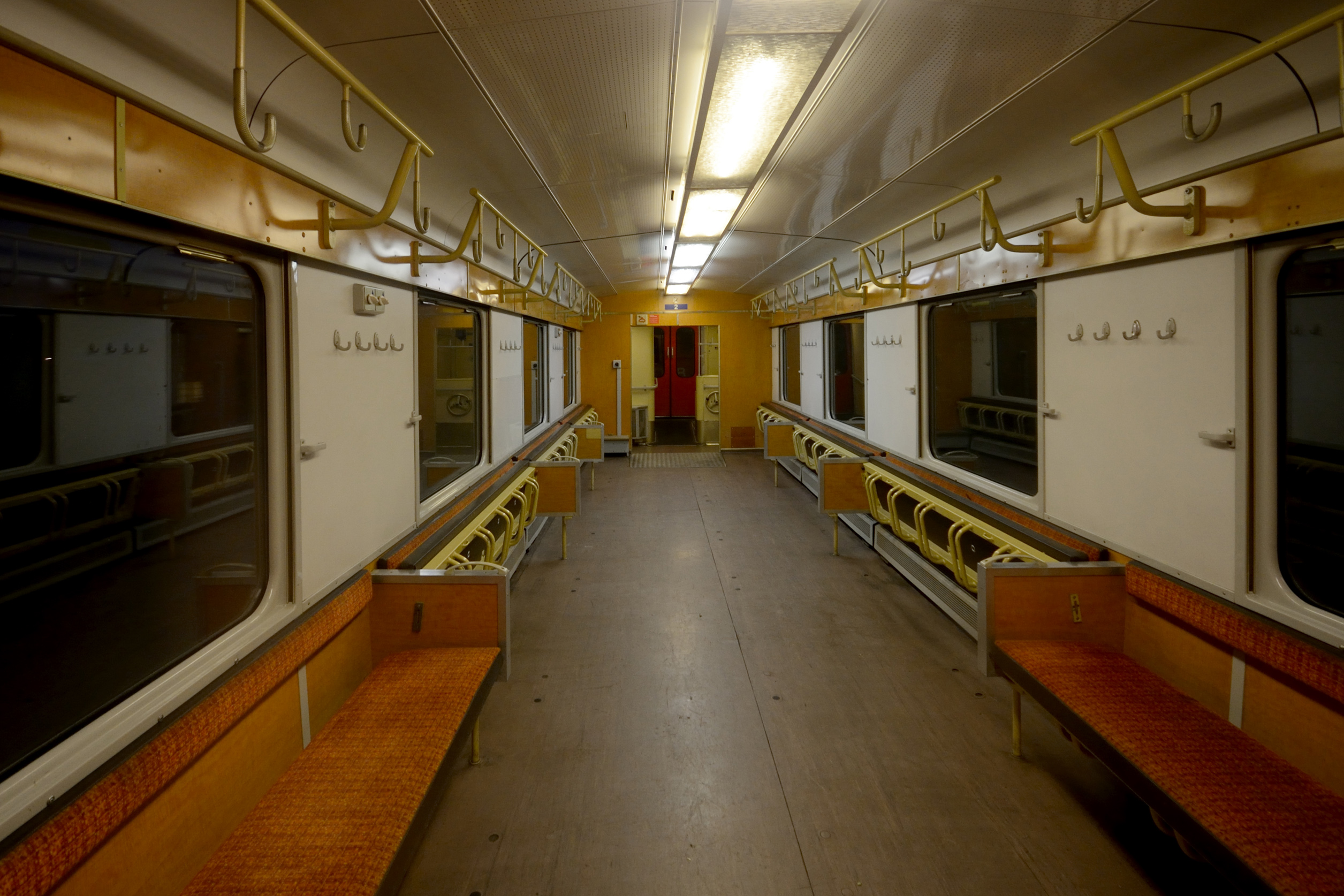
Mehrzweckabteil eines BDp-l 84-33

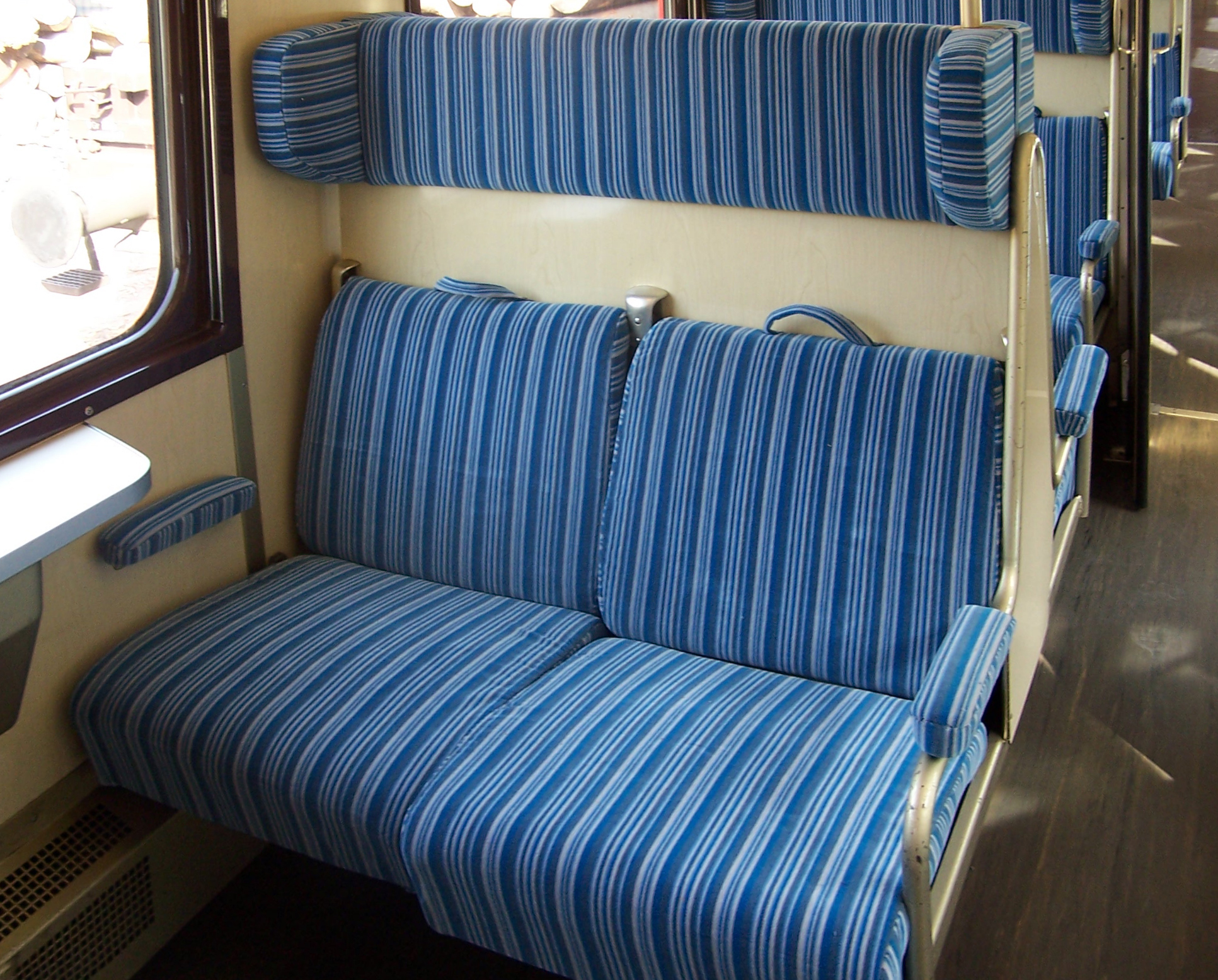
Alternative Sitzbezüge im BDp-l 84-33 039-9

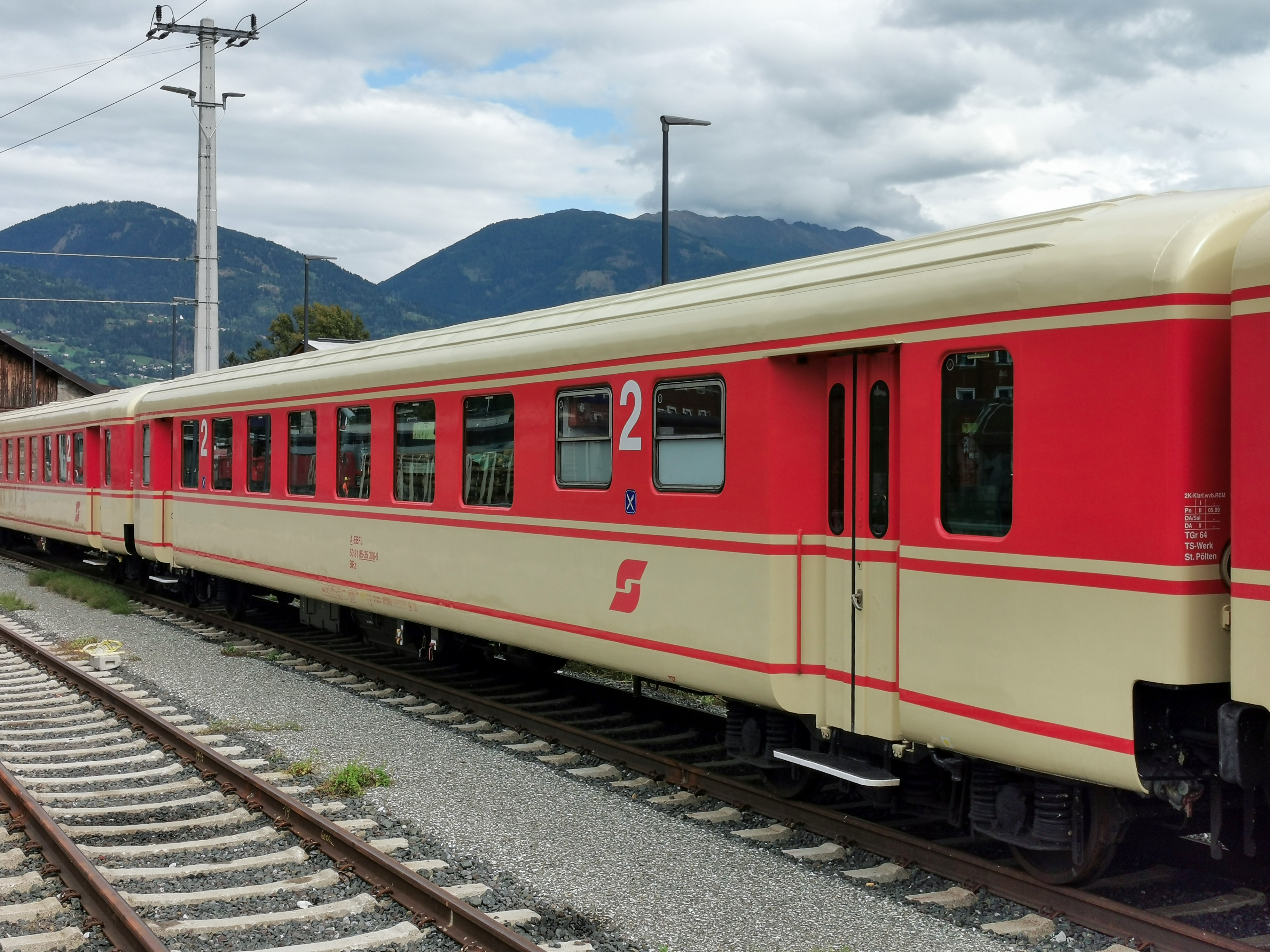
Buffetwagen BRz 85-35 306-9

- Abteile: 2 (Nichtraucher, Raucher)
- Sitzplätze: 42 (24 Nichtraucher, 18 Raucher)
- Heizung: Widerstandsheizung 1000 V, 16 2/3 Hz mit Energieregler
- Beleuchtung: Lichtband mit Leuchtstoffröhren
- Energieversorgung: Lichtmaschine 2,5 kW, 24 V
- Batterie: Nife 300 Ah, 24 V
- Lautsprechereinrichtung: bei allen Wagen vorhanden
- Inneneinrichtung: Flugzeugsitze mit verstellbarer Rückenlehne, mit blauem Reinwollvelours überzogen
- Lackierung: Tannengrün
  - Der ehemalige Ap 17-35 008 trug als Nostalgiewagen Ap 97-32 956 im November/Dezember 1998 im Rahmen der Aktion „Licht ins Dunkel“ eine blaue Lackierung mit Märchenmotiven.

Der Wagen Ap 17-35 005 wurde im Jahr 1985 versuchsweise rollstuhlgängig gemacht. Er erhielt ein Behinderten-WC, zwei Klappsitze im Fahrgastraum und eine breitere Abteiltür (90 cm).
Wagenserie 37-35 000 – 069
- Lieferfirma: SGP (1968–1970)
- Eigengewicht: 32 Tonnen
- Abteile: je 2 (Nichtraucher, Raucher)
- Sitzplätze:
  - 1. Klasse: 24 (12 Nichtraucher, 12 Raucher)
  - 2. Klasse: 30 (14 Nichtraucher, 16 Raucher)
- Heizung: Widerstandsheizung 1000 V, 16 2/3 Hz mit Energieregler
- Beleuchtung: Lichtband mit Leuchtstoffröhren (1. Klasse) bzw. Einzelleuchtstoffröhren (2. Klasse)
- Energieversorgung: Lichtmaschine 2,5 kW, 24 V
- Batterie: Nife 300 Ah, 24 V
- Lautsprechereinrichtung: 37-35 060 – 069
- Inneneinrichtung:
  - 1. Klasse: Flugzeugsitze mit verstellbarer Rückenlehne, mit blauem Reinwollvelours überzogen
  - 2. Klasse: Ausziehbare Bremsheysitze mit grünem Kunstleder und stehenden Gepäckträgern
- Lackierung: Tannengrün

Ab 1987 wurden die Wagen mit einer automatischen Türschließeinrichtung ausgestattet. Die Wagen 002, 006, 011, 018, 020, 022-023, 039-042, 046, 051, 058-059, 062, 065 und 069 besitzen eine Zugführerkabine (Gattung Bp-k).
Wagenserie 29-35 000 – 259
- Lieferfirmen:
  - SGP: 29-35 000-029 (1965/1966), 060 – 089 (1966/1967), 120 – 149 (1967/1968)
  - JW: 29-35 030 – 059 (1966), 090 – 119 (1966/1967), 150 – 259 (1967–1970)
- Eigengewicht: 32 Tonnen
- Abteile: 2 (Nichtraucher, Raucher)
- Sitzplätze: 72 (40 Nichtraucher, 32 Raucher) bzw. 68 (Bp-k)
- Heizung: Widerstandsheizung 1000 V, 16 2/3 Hz
- Beleuchtung: 24 Leuchtstoffröhren
- Energieversorgung: Lichtmaschine 2,5 kW, 24 V
- Batterie: Nife 300 Ah, 24 V
- Lautsprechereinrichtung: 29-35 000 – 089
- Inneneinrichtung: Ausziehbare Bremsheysitze mit grünem Kunstleder und stehenden Gepäckträgern
- Lackierung: Tannengrün (bis 199 Nitrolack, danach DD-Lack). Der Wagen 29-35 099 erhielt im Zuge einer Instandsetzung nach einem Unfall für eine kurze Zeit eine Versuchslackierung: Fensterband elfenbein, Wagenbauch blutorange, Dach & Türen silber.

Die Wagen 150 bis 199 besitzen eine Zugführerkabine (Gattung Bp-k).
Wagenserie 29-35 300 – 379
- Lieferfirmen:
  - JW: 29-35 300 – 344 (1973–1975)
  - JW: 29-35 345 – 379 (1975)
- Eigengewicht: 32 Tonnen
- Abteile: 2 (Nichtraucher, Raucher)
- Sitzplätze: 72 (40 Nichtraucher, 32 Raucher) bzw. 68 (Bp-k)
- Heizung: Widerstandsheizung 1000 V, 16 2/3 Hz
- Beleuchtung: 24 Leuchtstoffröhren
- Energieversorgung: Lichtmaschine 2,5 kW, 24 V
- Batterie: Nife 300 Ah, 24 V
- Lautsprechereinrichtung: 29-35 345 – 354
- Inneneinrichtung: Ausziehbare Bremsheysitze mit grünem Kunstleder (345 – 354: kupferroter Reinwollvelours) und stehenden Gepäckträgern
- Lackierung: Tannengrün, (345 – 354: Blutorange/Elfenbein; 362 – 363: Blutorange/Weiß). Der Wagen 29-35 319 erhielt im Zuge einer Instandsetzung nach einem Unfall für eine kurze Zeit eine Versuchslackierung: Fensterband elfenbein, Wagenbauch blutorange, Dach & Türen silber.

Sämtliche (und zukünftige) Wagen besitzen eine zweite Luftleitung sowie eine 12-polige UIC-Kabel. Die Wagen 320 bis 379 besitzen eine Zugführerkabine (Gattung Bp-k).
Wagenserie 29-35 400 – 439
- Lieferfirma: JW (1977–1978)
- Eigengewicht: 33 Tonnen
- Abteile: 2 (Nichtraucher, Raucher)
- Sitzplätze: 72 (40 Nichtraucher, 32 Raucher)
- Heizung: Zweikanal-Warmluftheizung 1000 V mit einer Heizleistung von 39,6 kW; ab 1987: Webastoheizung
- Beleuchtung: 24 Leuchtstoffröhren
- Energieversorgung: Lichtmaschine 2,5 kW, 24 V und Statisches Ladegerät mit Ladung über die Zugsammelschiene
- Batterie: Nife 300 Ah, 24 V
- Lautsprechereinrichtung: keine
- Inneneinrichtung: Ausziehbare Bremsheysitze mit kupferrotem Reinwollvelours und stehenden Gepäckträgern
- Lackierung: Blutorange/Elfenbein

Wagenserie 29-35 500 – 569
- Lieferfirma: JW (1979–1980)
- Eigengewicht: 33 Tonnen
- Abteile: 2 (Nichtraucher, Raucher)
- Sitzplätze: 72 (40 Nichtraucher, 32 Raucher)
- Heizung: Zweikanal-Warmluftheizung
- Beleuchtung: 24 Leuchtstoffröhren
- Energieversorgung: Statisches Ladegerät mit Ladung über die Zugsammelschiene
- Batterie: Nife 430 Ah, 24 V
- Lautsprechereinrichtung: keine
- Inneneinrichtung: Ausziehbare Bremsheysitze mit kupferrotem Reinwollvelours und stehenden Gepäckträgern
- Lackierung: Blutorange/Elfenbein

Wagenserie 29-35 600 – 759
- Lieferfirmen:
  - JW: 29-35 600 – 669 (1980–1981)
  - SGP: 29-35 670 – 759 (1980–1981)
- Eigengewicht: 33 Tonnen
- Abteile: 2 (Nichtraucher, Raucher)
- Sitzplätze: 72 (40 Nichtraucher, 32 Raucher)
- Heizung: Zweikanal-Warmluftheizung
- Beleuchtung: 24 Leuchtstoffröhren
- Energieversorgung: Statisches Ladegerät mit Ladung über die Zugsammelschiene
- Batterie: Nife 430 Ah, 24 V
- Lautsprechereinrichtung: keine
- Inneneinrichtung: Flugzeugsitze mit verstellbaren Rückenlehnen sowie Längsgepäckträger.
- Lackierung: Blutorange/Elfenbein

Wagenserie 82-35 000 – 034
- Lieferfirma: JW (1971–1972)
- Eigengewicht: 30 Tonnen
- Abteile: 3 (Nichtraucher, Raucher, Zugführerabteil)
- Sitzplätze: 40
- Ladefläche im Gepäckabteil: 20 m²
- Heizung: Widerstandsheizung 1000 V mit Energieregler
- Beleuchtung: 22 Leuchtstoffröhren
- Energieversorgung: Lichtmaschine 2,5 kW, 24 V
- Batterie: Nife 300 Ah, 24 V
- Lautsprechereinrichtung: keine
- Inneneinrichtung: Ausziehbare Bremsheysitze mit grünem Kunstleder und stehenden Gepäckträgern
- Lackierung: Tannengrün

Wagenserie 82-35 300 – 314
- Lieferfirma: JW (1972–1973)
- Eigengewicht: 31 Tonnen
- Abteile: 3 (Nichtraucher, Raucher, Zugführerabteil)
- Sitzplätze: 40
- Ladefläche im Gepäckabteil: 20 m²
- Heizung: Widerstandsheizung 1000 V mit Energieregler
- Beleuchtung: 22 Leuchtstoffröhren
- Energieversorgung: Lichtmaschine 2,5 kW, 24 V
- Batterie: Nife 300 Ah, 24 V
- Lautsprechereinrichtung: keine
- Inneneinrichtung: Ausziehbare Bremsheysitze mit grünem Kunstleder und stehenden Gepäckträgern
- Lackierung: Tannengrün

Wagenserie 82-35 400 – 439
- Lieferfirma: JW (1978)
- Eigengewicht: 32 Tonnen
- Abteile: 3 (Nichtraucher, Raucher, Zugführerabteil)
- Sitzplätze: 56
- Ladefläche im Gepäckabteil: 10 m²
- Heizung: Zweikanal-Warmluftheizung
- Beleuchtung: Leuchtband im Fahrgastraum, Leuchtstoffröhren im Gepäckabteil
- Energieversorgung: Statisches Ladegerät mit Ladung über die Zugsammelschiene
- Batterie: Nife 300 Ah, 24 V
- Lautsprechereinrichtung: keine
- Inneneinrichtung: Ausziehbare Bremsheysitze mit kupferrotem Reinwollvelours und stehenden Gepäckträgern
- Lackierung: Blutorange/Elfenbein

Wagenserie 85-35 300 – 309
- Lieferfirma: JW (1975)
- Eigengewicht: 34 Tonnen
- Abteile: 3 (Nichtraucher, Raucher, Buffet)
- Sitzplätze: 48 (32 Nichtraucher, 16 Raucher)
- Heizung: Widerstandsheizung 1000 V, 16 2/3 Hz
- Beleuchtung: 24 Leuchtstoffröhren
- Energieversorgung: Lichtmaschine 2,5 kW, 24 V
- Batterie: Nife 300 Ah, 24 V
- Lautsprechereinrichtung: keine
- Inneneinrichtung: Ausziehbare Bremsheysitze mit grünem Kunstleder und stehenden Gepäckträgern
- Lackierung: Blutorange/Elfenbein

### Heizung
Bei den Schlierenwagen kommen zwei verschiedene Heizungstypen zum Einsatz:
Widerstandsheizung 1000 V mit Energieregler
- Jene Wagen die über eine Widerstandsheizung verfügten, hatte ursprünglich zwei (bei den ABp vier) elektrisch betriebene Dachlüfter die über einen Zeitschalter ein- und ausgeschaltet werden konnten. Aufgrund des hohen Instandhaltungsaufwandes wurden sie allerdings nach wenigen Jahren wieder ausgebaut. Der Heizkörper befindet sich unterhalb der Fenster sowie an den Stirnwänden des Fahrgastraumes, in den Wasserbehältern, im WC-Abteil und in den Vorräumen. Die Wärmeabgabe wird durch die Stellung der Schalter in den Abteilen und des Raumthermostates (bei einer Temperatur von 23 °C wird die Heizung automatisch abgeschaltet) gesteuert. Der Energieregler besteht aus einem Heizschütz, einem Mikroschalter und einem Bimetall mit Heizentwicklung, welches seine Vorspannung durch die Betätigung des Schalters ändert und damit den Mikroschalter zur Heizschützbetätigung öffnet oder schließt.

Zweikanal-Warmluftheizung
- In einem Luftaufbereitungsaggregat wird die Luft gefiltert, von einem Ventilator durch zwei elektrische Lufterhitzer geblasen und danach in den Grundluft- und den darunterliegenden Zusatzluftkanal geleitet. Aus dem Grundluftkanal gelangt die warme Luft durch den Fensterausströmschacht und tritt, gemeinsam mit der durch einen Luftschlitz angesaugten Raumluft, an der Fensterunterkante aus und strömt über das Fenster. Durch Ausblasöffnungen im Bereich der Sitze strömt die warme Luft aus dem Zusatzluftkanal – die Schalter in den Abteilen sowie die Raumthermostate steuern die Zusatzluft (bei extremer Kälte wird auch die Regelung des Grundluftkanals gesteuert).

## Geschichte

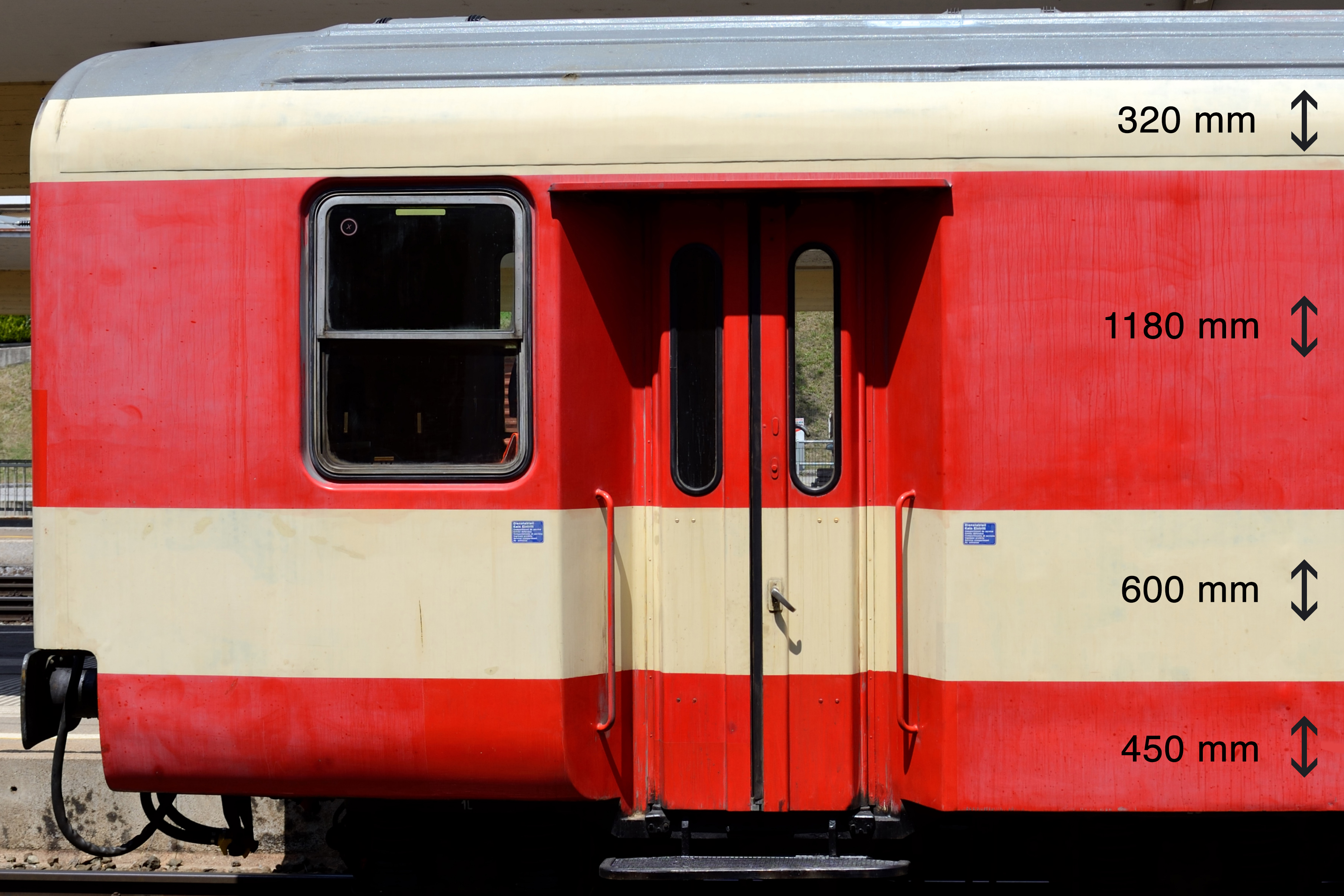
Abmessungen der jeweiligen Farben eines Schlierenwagens im Sparlack-Lackierungsschema (ab 1987)

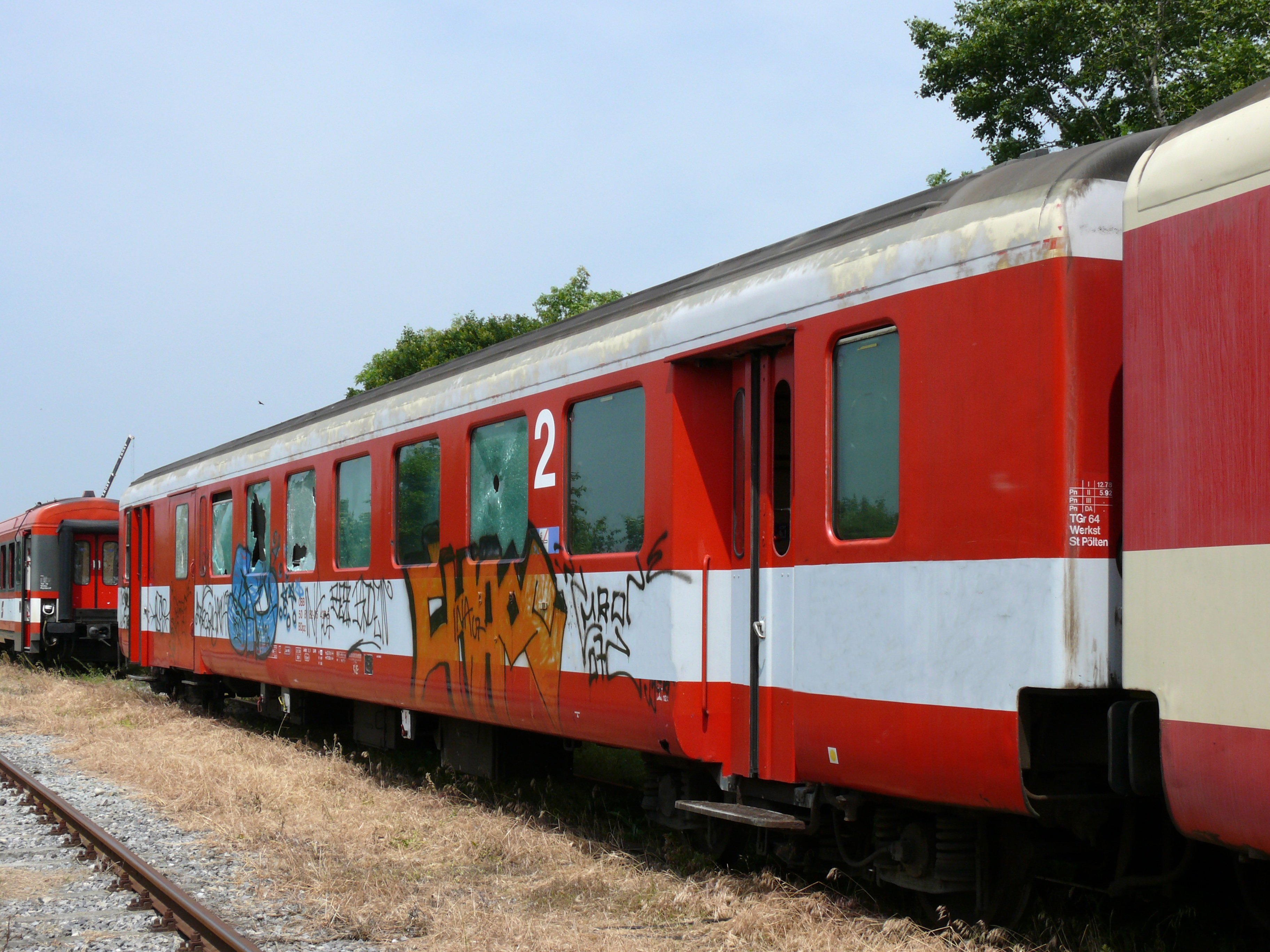
BDpz 82-35 437-5 in verkehrsroter/hellgrauer Lackierung

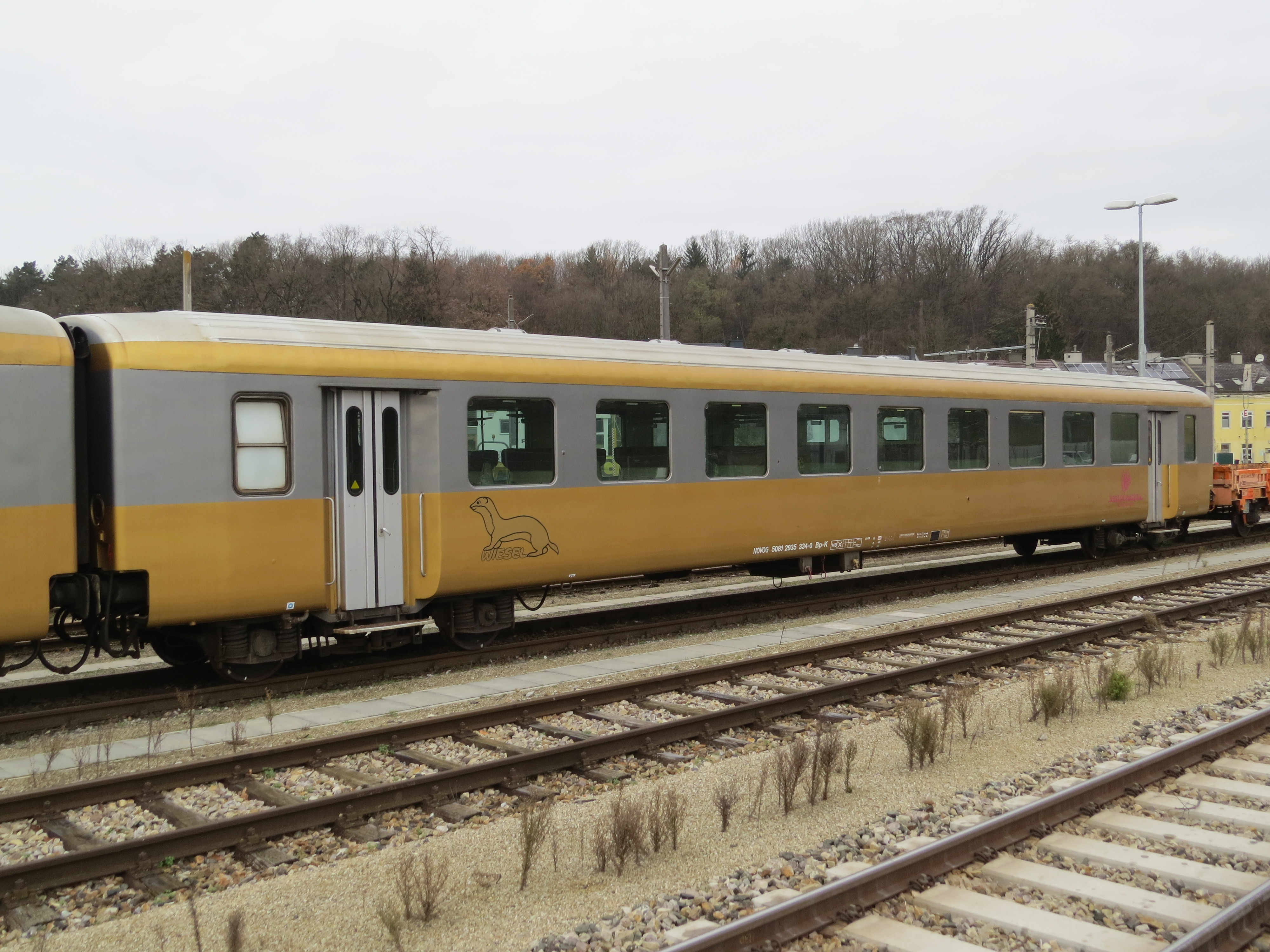
Ein von der NÖVOG übernommener 50 81 29-35 334-0 am Bahnhof St. Pölten-Kaiserwald

Die ABp wurden in den Jahren 1992 bis 1998 teilweise ohne Änderung der Inneneinrichtung zu reinen 2.-Klasse-Wagen (Bp 28-33) deklassiert und umnummeriert. 17 Wagen erhielten auf der Seite des 2.-Klasse-Abteils anstelle eines WC ein Zugbegleiterabteil.
Ab 1998 begann man, vorerst mit den Prototypen 37-35 024, 28-33 029 und 28-33 050, das ehemalige 1.-Klasse-Abteil in ein Mehrzweckabteil zur Fahrradbeförderung umzubauen. Zur besseren Unterscheidung und Vereinheitlichung erfolgte später die Umnummerierung mit einem Hundertersprung in 28-35 124, 28-35 129 und 28-35 150. Ab 1999 folgten bis zum 23. November 2000 30 weitere Wagen (001, 05, 007, 008, 009, 010, 012, 014, 019, 021, 022, 025, 027, 030, 032 - 035, 037, 039, 041, 043, 045, 049, 052, 054, 057, 060, 061 & 068). Die nun als BDpz-l 84-33 bezeichnete Wagen wurden außerdem mit einer Steuerleitung für den Wendezugbetrieb ausgestattet (die drei Prototypen wurden im Jahr 2001 nachgerüstet) und verfügen nun über 30 Sitzplätze sowie 40 Plätze für Fahrräder.
Die ersten Fahrzeuge waren ursprünglich tannengrün (RAL 6009) lackiert, das Dach war weißaluminiumfarben (RAL 9005). Im Jänner 1975 wurden erstmals die unfallbeschädigten Wagen 29-35 099 und 29-35 219 versuchsweise in blutorange (RAL 2002)/elfenbein (RAL 1014) lackiert. Dieses Design wurde dann bei den 1.-Klasse-Wagen ab Mai 1975 und bei den 2.-Klasse-Wagen ab April 1976 angewendet. Die Wagen 29-35 345 bis 354 wurden bereits ab Werk im neuen Design ausgeliefert. Da jedoch die Schürze mit der Zeit stark verschmutzte und somit die Anschriften erschwert lesbar waren, wurde sie ab dem Wagen 29-35 400 blutorange lackiert. Die Lackierungsarbeiten erfolgten hauptsächlich in der ÖBB Hauptwerkstätte St. Pölten, bis zur Erweiterung der dortigen Lackierstraße aber fallweise auch in Simmering und Floridsdorf. Der letzte ehemals grüne Schlierenwagen 29-35 195 verließ im Mai 1983 die HW St. Pölten.
Ab 1983 wurden Dächer, Untergestell und Drehgestelle umbragrau (RAL 7022) lackiert. Am 15. März 1987 trat das neue Lackierungsschema in Kraft, bei dem die Zierlinien entfielen und die Farbkante von Elfenbein zum Blutorange der Schürze nach oben versetzt wurde. In den 1990er-Jahren wurden die Farben Blutorange durch Verkehrsrot (RAL 3020) und Elfenbein durch Hellgrau (NCS 2502) ersetzt. Die im Nostalgieverkehr der ÖBB eingesetzten Wagen erhielten 2009 im Rahmen der Modernisierung eine blau-beige Lackierung mit silbernem Dach.
Die Schlierenwagen wurden ursprünglich überwiegend im Fernverkehr eingesetzt, auch nach Deutschland, Schweiz und Italien. Seit der Auslieferung neuer Fernverkehrswagen liefen sie nur noch im Regionalverkehr. Da ab dem Jahr 1994 die 1.-Klasse-Wagen (Ap) sowie die Buffetwagen (BDp) nicht mehr im fahrplanmäßigen Betrieb benötigt wurden, erfolgte großteils die Übernahme in den Nostalgiebestand. Die Wagen erhielten einen tannengrünen Anstrich, außerdem wurden die 1.-Klasse-Wagen mit großen Tischen bei den Sitzplätzen ausgestattet – später erfolgte auch die Übernahme von 2.-Klasse-Wagen in den Bestand der ÖBB-Nostalgie. Die Wagen erhielten folgende Wagennummern:
| Neue Nummer | Alte Nummer | Gattung | Baujahr |
| ----------- | ----------- | ------- | ------- |
| 97-32 716   | 29-35 033   | Bp      | 1966    |
| 97-32 717   | 29-35 218   | Bp      | 1969    |
| 97-32 718   | 29-35 317   | Bp      | 1973    |
| 97-32 724   | 82-35 305   | BDp     | 1972    |
| 97-32 725   | 29-35 008   | Bp      | 1965    |
| 97-32 726   | 29-35 020   | Bp      | 1966    |
| 97-32 727   | 29-35 065   | Bp      | 1967    |
| 97-32 728   | 29-35 082   | Bp      | 1967    |
| 97-32 729   | 29-35 084   | Bp      | 1967    |
| 97-32 797   | 29-35 011   | Bp      | 1966    |
| 97-32 798   | 29-35 038   | Bp      | 1966    |
| 97-32 799   | 29-35 094   | Bp      | 1966    |
| 97-32 951   | 17-35 006   | Ap      | 1970    |
| 97-32 952   | 17-35 010   | Ap      | 1970    |
| 97-32 953   | 17-35 019   | Ap      | 1970    |
| 97-32 954   | 85-35 309   | BRpz    | 1975    |
| 97-32 955   | 17-35 001   | Ap      | 1970    |
| 97-32 956   | 17-35 008   | Ap      | 1970    |
| 97-32 957   | 17-35 013   | Ap      | 1970    |
| 97-32 958   | 17-35 016   | Ap      | 1970    |
| 97-32 959   | 17-35 017   | Ap      | 1970    |
| 97-32 962   | 85-35 302   | BRpz    | 1975    |
| 97-32 963   | 85-35 304   | BRpz    | 1975    |
| 97-32 964   | 85-35 303   | BRpz    | 1975    |
| 97-32 965   | 85-35 308   | BRpz    | 1975    |
| 97-32 966   | 85-35 307   | BRpz    | 1975    |
| 97-32 967   | 85-35 305   | BRpz    | 1975    |
| 97-32 968   | 85-35 306   | BRpz    | 1975    |
| 97-32 969   | 85-35 301   | BRpz    | 1975    |
| 97-32 970   | 85-35 300   | BRpz    | 1975    |
| 97-32 971   | 17-35 004   | Ap      | 1970    |
| 97-32 972   | 17-35 018   | Ap      | 1970    |
| 97-32 973   | 17-35 014   | Ap      | 1970    |
| 97-32 974   | 17-35 003   | Ap      | 1970    |
| 97-32 975   | 17-35 012   | Ap      | 1970    |
| 97-32 976   | 17-35 015   | Ap      | 1970    |
| 97-32 977   | 17-35 011   | Ap      | 1970    |
| 97-32 978   | 17-35 009   | Ap      | 1970    |
| 97-32 979   | 17-35 000   | Ap      | 1970    |

## Ausmusterung und Verbleib
Im Laufe der 2000er-Jahre wurden die Einsatzgebiete der Schlierenwagen von den neuen Nahverkehrstriebwagen Reihe 4024/4124 und den Cityshuttle-Wagen übernommen. Viele Wagen (großteils aus der letzten Lieferserie) gingen in den Besitz der Raab-Oedenburg-Ebenfurter Eisenbahn über, für die sie in der üblichen Lackierung der GySEV weiterhin im Einsatz sind. Weitere Käufer waren die NÖVOG, MÁV-Nosztalgia (wo die Wagen bis heute in Nostalgiezügen eingesetzt werden) sowie die Steiermärkischen Landesbahnen.
Die in Österreich verbliebenen Wagen sind heute im Besitz verschiedener Eisenbahnvereine: Mit Auflösung der ÖBB-Erlebnisbahn übernahm die ÖGEG insgesamt 11 Wagen sowie später zwei weitere von der STLB. Der Verein der Eisenbahnfreunde in Lienz (EBFL) hat 5, Regiobahn 4 und Verein Neue Landesbahn 6 Wagen erworben, zum Teil auch aus Ungarn.
Im Jahr 2020 übernahm der Verein Pro Bahn Vorarlberg vier Wagen der GySEV (drei Bpz und ein BDpz der jeweiligen letzten Lieferserien). Die Wagen wurden technisch aufgearbeitet und tannengrün lackiert. Am 23. Juni 2024 waren sie, mit der ebenfalls im Eigentum des Vereins befindlichen 1110.505 bespannt, als Sonderzug erstmals unterwegs.
Im Jahr 2023 übernahm der Verein Gailtalbahn fünf Wagen der GySEV.